# Keres (jezična porodica)
Keresan, izolirana porodica sjevernoameričkih indijanskih jezika iz Novog Meksika koja se prijašnje svrstavala Velikoj porodici Hokan-Siouan. Jezicima ove porodice govore pripadnici pueblo-plemena Keres, to su: 
- Western Keres: Acoma, Laguna; i
- Eastern Keres: Cochiti, San Felipe, Santa Ana, Santo Domingo, Zia.)

Zapadni [kjq] i istočni kereski [kee] bila su dva jezika kojima su govorili

## Vanjske poveznice
- Ethnologue (14th)
- Ethnologue (15th)
- Keresan Family